# Ernst Gudenus
Ernst von Gudenus (8. září 1833 Horn – 28. října 1914 Štýrský Hradec) byl rakouský politik německé národnosti ze Štýrska, v 2. polovině 19. století poslanec Říšské rady.

## Biografie
Byl šlechticem s titulem barona. Působil jako statkář ve štýrském Weizu.
Byl aktivní i politicky. Zasedal jako poslanec Štýrského zemského sněmu, který ho v roce 1870 zvolil i za poslance Říšské rady (celostátního parlamentu Předlitavska), tehdy ještě volené nepřímo zemskými sněmy. Opětovně ho zemský sněm delegoval do parlamentu roku 1871, za kurii venkovských obcí ve Štýrsku. Jeho mandát byl 15. února 1873 prohlášen pro absenci za zaniklý. Uspěl pak v prvních přímých volbách roku 1873 za kurii venkovských obcí ve Štýrsku, obvod Hartberg, Weiz atd. V roce 1873 se uvádí jako říšský baron Ernst von Gudenus, statkář, bytem Weiz. V parlamentu zastupoval opoziční blok. V roce 1878 zasedal v poslaneckém Hohenwartově klubu (tzv. (Strana práva), která byla konzervativně a federalisticky orientována.
Oženil se s hraběnkou Annou Marií ze Schönbornu (20. 6. 1845 Dlažkovice – 17. 11. 1909 Vídeň) se kterou měl sedm dětí.
- Gordian (7. 12. 1866 Thannhausen – 31. 1. 1957 tamtéž), manž. 1900 Marie Rosa (Růžena) z Lobkovic (24. 12. 1867 Praha – 15. 5. 1951)[7]
- Erwein (14. 9. 1869 Thannhausen – 17. 12. 1953 tamtéž), manž. 1914 baronka Marie Sidonie Morsey-Picard (19. 7. 1891 Hohenbrugg – 12. 4. 1958 Štýrský Hradec)[7]
- Christine (16. 8. 1870 Dolní Lukavice – 19. 1. 1959 Schwarzenraben), manž. 1895 hrabě Karl von und zu Eltz (13. 5. 1867 – 1.  2. 1940)[7]
- Theresia (14. 12. 1871 Thannhausen – 9. 3. 1943 Štýrský Hradec), svobodná a bezdětná[7][8]
- Maria Wilhelmine (15. 9. 1873 Thannhausen – 4. 1. 1949 Štýrský Hradec), manž. 1900 hrabě Ferdinand Stolberg-Wernigerode (20. 1. 1867 – 30. 12. 1939)[7]
- Ernst (5. 1. 1875 Thannhausen – 22. 12. 1957 Merano), manž. 1914 baronka Maria Rosario von Korff (18. 10. 1893 Osnabrück – 16. 12. 1986 Merano)[7]
- Paula (28. 10. 1880 Thannhausen – 19. 12. 1944 Budapešť), manž. 1904 hrabě Josef Filip ze Stubenbergu (27. 5. 1865 Săcueni –11. 11. 1932 Vídeň)[7]

Ernst Gudenus zemřel v říjnu 1914 ve Štýrském Hradci. Pohřeb se konal v Thannhausenu.